# Geschichte Kirunas
Kirunas Geschichte beginnt mit den ersten Siedlungen Kirunas, die sich gegen Ende des 19. Jahrhunderts gebildet haben, wobei das Gebiet zuvor von der einheimischen Bevölkerung der Samen besiedelt war. Funde zeigen, dass schon seit der jüngeren Steinzeit Menschen auf der Nordkalotte gelebt haben, als Stockholm und Luleå noch von Meer bedeckt waren.
Die Geschichte ist mit Fotografien gut dokumentiert.

## Die Vorgeschichte Kirunas

### 17. und 18. Jahrhundert
Erzfunde in Kiirunavaara und Luossavaara gab es schon lange durch die Samen, aber erst 1696 gibt es Aufzeichnungen durch den Schreiber Samuel Olsson Mört von Kengis bruk in der Gemeinde Pajala. Während einer Reise, auf der er Kupferfunde in Sjangeli untersuchen sollte, hielt er sich in Jukkasjärvi auf, wo er von beiden Erzbergen hörte. Er berichtete dem Bergskollegium von den Funden, aber es sollte noch bis zum Jahr 1736 dauern, bevor die beiden Berge richtig untersucht wurden. Gabriel Gyllengrip leitete die Begutachtung der riesigen Erzfunde. Eine Umgebungskarte wurde gezeichnet, worin Kiirunavaara und Luossavaara in Friedrichs Berg beziehungsweise Berg Ulrika Eleonora nach dem regierenden König Fredrik I. und seiner Frau Ulrika Eleonora benannt wurden.
Der Abbau des Erzes wurde jedoch nicht ernsthaft erwogen, weil das Gebiet allzu abgelegen und das Klima zu rau war. Außerdem herrschte gemäß schwedischen Gesetzen Exportverbot für Erz und Roheisen, das den Erzabbau fast wertlos machte. Das Gesetz wurde erst 1857 aufgehoben.

### 19. Jahrhundert
Schon im 19. Jahrhundert wurde Erz aus dem Fels am Luossajärvi abgebaut. Man benutzte die gleiche Methode, die eine lange Zeit bei Gällivares Erzberg verwendet worden war: Das Erz wurde während der Sommermonate abgebaut und mit Rentieren und Pferden während der Wintermonate zum Hochofen Kengisverk in Palokorva gebracht. Problematisch war, dass Kiirunavaara und Luossavaara viel weiter weg lagen und die Transportmethoden so ineffektiv waren, dass der Berg so nicht abbaubar blieb. Außerdem enthielt das Eisenerz Phosphor, das die Stahlherstellung erschwerte, da das Kirunaerz nicht alleine in den Öfen verhüttet werden konnte. Man war gezwungen, es mit dem Erz aus den Gruben Mittelschwedens zu mischen, wodurch die Kosten enorm stiegen.
Der Anfang zur Lösung kam erst im Jahre 1878 als Sidney Thomas das Thomas-Verfahren entwickelte, das es ermöglichte Phosphor vom Eisenerz zu trennen. Das war eine revolutionäre Neuheit für die Stahlherstellung und auch für den lappländischen Grubenbetrieb. Eine Eisenbahn von Luleå nach Gällivare war lange diskutiert worden, aber jetzt erst kam der Startschuss. Das englische Unternehmen The Northern of Europe Railway Company bot an, eine Bahnlinie von Luleå bis an die norwegische Küste zu konstruieren, und erhielt den Zuschlag. Die Eisenbahnstrecke wurde später „Malmbanan“ (Erzbahn) genannt.
Im Jahre 1884 wurde der Eisenbahnbau von beiden Enden begonnen, und nach vier Jahren war die provisorische Bahn bis zum Malmberget fertiggestellt. Das Kapital des englischen Unternehmens war zu dem Zeitpunkt aufgebraucht. Das Unternehmen ging in Konkurs und war gezwungen, den provisorischen Bau billig an den schwedischen Staat zu verkaufen. Als die Bahn, nach umfassendem Umbau im Jahre 1891, wieder in Betrieb genommen wurde, konnte man das Eisenerz vom Malmberg nach Luleå transportieren. Die schwedische Staatsbahn verantwortete den Transport und das neugegründete Aktienunternehmen Gellivare Malmfält förderte das Erz.
Die Kunde von den Entwicklungen im Kirunagebiet ließ in den 1880ern einflussreiche Personen aktiv werden. Der Chef der nördlichen Weg- und Wasserbauverwaltung (Väg- och Vattenbyggnadsstyrelsens norra distrikt), Robert Schough, beschaffte sich auch mithilfe von Bestechungen die Hälfte des Landes um die Erzberge herum. Es war auch Schough, der die Initiative ergriff, das Aktienunternehmen Luossavaara-Kiirunavaara Aktiebolag, oder LKAB, zu gründen. Er wurde auch der erste Vorstandsvorsitzende bei der Unternehmensgründung in Stockholm am 18. Dezember 1890. Die wichtigste Aufgabe der LKAB war anfänglich, den Eisenbahnbau zwischen Gällivare und der ständig eisfreien Küste in Norwegen voranzutreiben. Diese Arbeit stieß auf harten Widerstand. Das Exportverbot für Erz und Roheisen war zwar vor vielen Jahren abgeschafft worden, aber der Widerstand gegen eine Bahnlinie über die Reichsgrenze unterstellte während der Reichstagsdebatte, dass der Bau die Grenze zu Russland öffnen würde. Der Baubeginn wurde dennoch 1898 sowohl vom schwedischen Reichstag als auch dem norwegischen Storting beschlossen, aber der Staatsminister Erik Gustaf Boström war gezwungen, mit seinem Rücktritt zu drohen, um den schwedischen Reichstag zur Zustimmung zu bewegen.
Zu der Zeit wurde die LKAB nicht vom Gründer des Unternehmens, sondern von der Aktiengesellschaft Gellivare Malmfält geleitet, die schon seit 1893 die Aktienmehrheit übernommen hatte. Der Beschluss des Reichstages, den Bau der Malmbanan zu vollenden wurde teuer für LKAB. Das Unternehmen wurde gezwungen, einen Vertrag zu unterschreiben, nach dem unter anderem die LKAB für das Betreiben der Eisenbahn, den Unterhalt und eventuelle Verluste aufkommen musste. Zusätzlich sollte es eine große Summe als Sicherheit für die Unternehmen bereitlegen.
Die Unternehmensleitung leitete mit dem damaligen Chef vor Ort, Hjalmar Lundbohm, im Jahre 1897 auf staatlichen Auftrag vorbereitende Arbeiten mit der Planung einer neuen Gemeinde ein. Der Architekt Per Olof Hallman wurde zusammen mit Gustaf Wickman beauftragt, Pläne und Richtlinien für einen Stadtplan aufzustellen. Dieser Stadtplan sollte innerhalb seiner Gattung richtungsweisend werden, da dessen Struktur geografisch und klimatologisch angepasst war. Die Stadt wurde hauptsächlich am Westhang des Berges Haukivaara angelegt. Anfang des Jahres 1899 unterzeichnete König Oscar II. den Beschluss zur Landvermessung. LKAB kaufte 500 Hektar für den Grubenbetrieb und 241 Hektar für Wohngebiete. Außerdem wurden 178 Hektar für Grundstücke vorgesehen, die an Privatpersonen verkauft werden sollten. Der Stadtplan sollte dieses Gebiet gestalten. Das Wohngebiet des Grubenunternehmens erhielt im Gegenzug einen eigenen Plan vom selben Auftraggeber, aber es wurde nicht vor 1914 zu Stadt erhoben.
Am 15. Oktober 1899 war die Malmbahn bis zur Stadt vorgedrungen, die damals Luossavare hieß und schon zu einer kleinen unkontrollierten informellen Siedlung mit knapp 250 Einwohnern geworden war. Das erste Gebäude war schon im Jahre 1890 im Auftrag eines der Teileigners der LKAB errichtet worden. Das einfache Holzgebäude war weder wasserdicht noch brandsicher, aber es war das erste richtige Gebäude vor dem Ort, der später Kiruna wurde. Es erhielt den Namen B:1 - Gebäude Nummer eins (byggnad no.1). Hier ließ sich im Jahre 1898 die erste Familie in der Gemeinde, die Familie Taaveniku, nieder. Nach der Fertigstellung der Bahn begann der Abbau des Erzes, zunächst für Jahrzehnte im Tagebau, im Eisenerzbergwerk Kiruna.
Einige Monate bevor die Malmban Luossavare erreichte, wurde das erste Kind der Gemeinde geboren und auf den Namen Kiruna Söderberg getauft.

## 20. Jahrhundert
Hallmans Stadtplanung wurde am 27. April 1900 fertiggestellt, gleichzeitig erhielt die Gemeinde den neuen Namen Kiruna. Einer der Gründe dafür war, dass Kiruna ein praktischer und kurzer Name war, den die meisten Schweden leicht aussprechen könnten, verglichen mit den früheren inoffiziellen Namen Luossajaure und Luossavare.
Dadurch, dass der Stadtplan offiziell wurde, konnte man regeln, wo Gebäude errichtet würden und es vermeiden, dass die Gemeinde eine Art wilde Siedlung würde wie die in Gällivare und Malmberget.
1903 wurde die Malmbanan fertiggestellt, 1908 wurde Kiruna Kreishauptort im Landkreis Jukkasjärvi, 1912 die Kirche geweiht.
Im Mai 1940, während des Zweiten Weltkriegs, eroberten die Deutschen die neutralen Staaten Dänemark und Norwegen („Unternehmen Weserübung“) und dabei auch den Hafen Narvik. Von dort aus transportierten sie das Eisenerz aus Kiruna ins Deutsche Reich. 
1948 wurde der Ort zur Stadt erhoben, 1963 das neue Rathaus eröffnet. Die Grube in Luossavaara wurde 1974 stillgelegt. 1976 erreichte Kiruna mit 24.375 Einwohnern seine bislang höchste Bevölkerungszahl.

## 21. Jahrhundert
Die LKAB gab 2004 bekannt, dass große Teile der Stadt als Folge von Unterhöhlung durch den Bergbau umziehen müssen. 2007 wurden die erste Pläne der neuen Stadt veröffentlicht.